# Heinrich Ammann (Kunsthistoriker)
Heinrich Ammann (* 12. August 1914 in Tägerwilen; † 2003) war ein Schweizer Lehrer, Kunsthistoriker und Museumskurator.

## Leben und Werk
Heinrich Ammann, von seinen Freunden auch «Heier» genannt, war der Sohn eines Kupferschmieds und wuchs in Tägerwilen auf. Er besuchte vier Jahre das Lehrerseminar Kreuzlingen, das damals von Willi Schohaus geleitet wurde. Danach arbeitete er in der «Epileptischen» Abteilung des Universitätsspitals Zürich, was ihm ermöglichte, Vorlesungen an der Universität Zürich bei Heinrich Wölfflin und Gotthard Jedlicka zu besuchen.
Von 1934 bis 1958 arbeitete Ammann als Primarlehrer in Felben, anschliessend bis 1978 in Frauenfeld.
Fritz Schachermeyr ermutigte Ammann, die Kykladen zu besuchen, um dort u. a. die Wandmalereien zu studieren. In den folgenden Jahren war Ammann dort als technischer Leiter wie auch als wissenschaftlicher Betreuer tätig.
1960 war Ammann zusammen mit Oskar Roth, Andrea Nold und Ernst Nägeli Mitbegründer des «Kunstvereins Frauenfeld». 1973 war er als erster Konservator der Thurgauischen Kunstsammlung in der Villa «Sonnenberg» in Frauenfeld angestellt, dem Vorläufer des heutigen Kunstmuseums Thurgau. In seiner Zeit begann dort auch ein regelmässiger Ausstellungsbetrieb mit regionalem Schwerpunkt, darunter mit Künstlern wie Adolf Dietrich und Hans Brühlmann.
Heinrich Ammann war mit Berti, geborene Keller, verheiratet und hatte mit ihr drei Kinder.

## Schriften
- Der grosse Unbekannte. Charles Sealsfield und sein Aufenthalt im Thurgau. In: Thurgauer Jahrbuch. 40. Jg., 1965, S. 29–45 (Digitalisat).
- Adolf Dietrichs Selbstbildnisse. In: Thurgauer Jahrbuch. 41. Jg., 1966, S. 36–52 (Digitalisat).
- Adolf Dietrich. Huber, Frauenfeld 1977.
- mit Christoph Vögele: Adolf Dietrich – Die Gemälde 1877–1957. Wolfau-Druck Rudolf Mühlemann, Weinfelden 1994.